# Planckendael

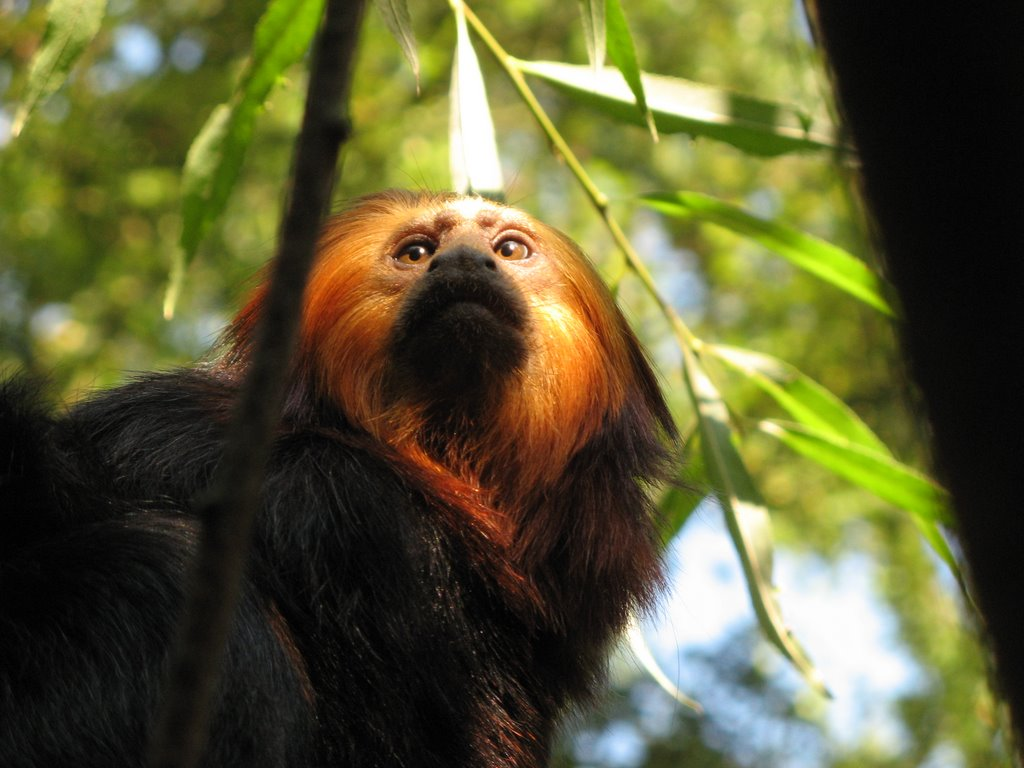
Tamarin lion à tête dorée à Planckendael.

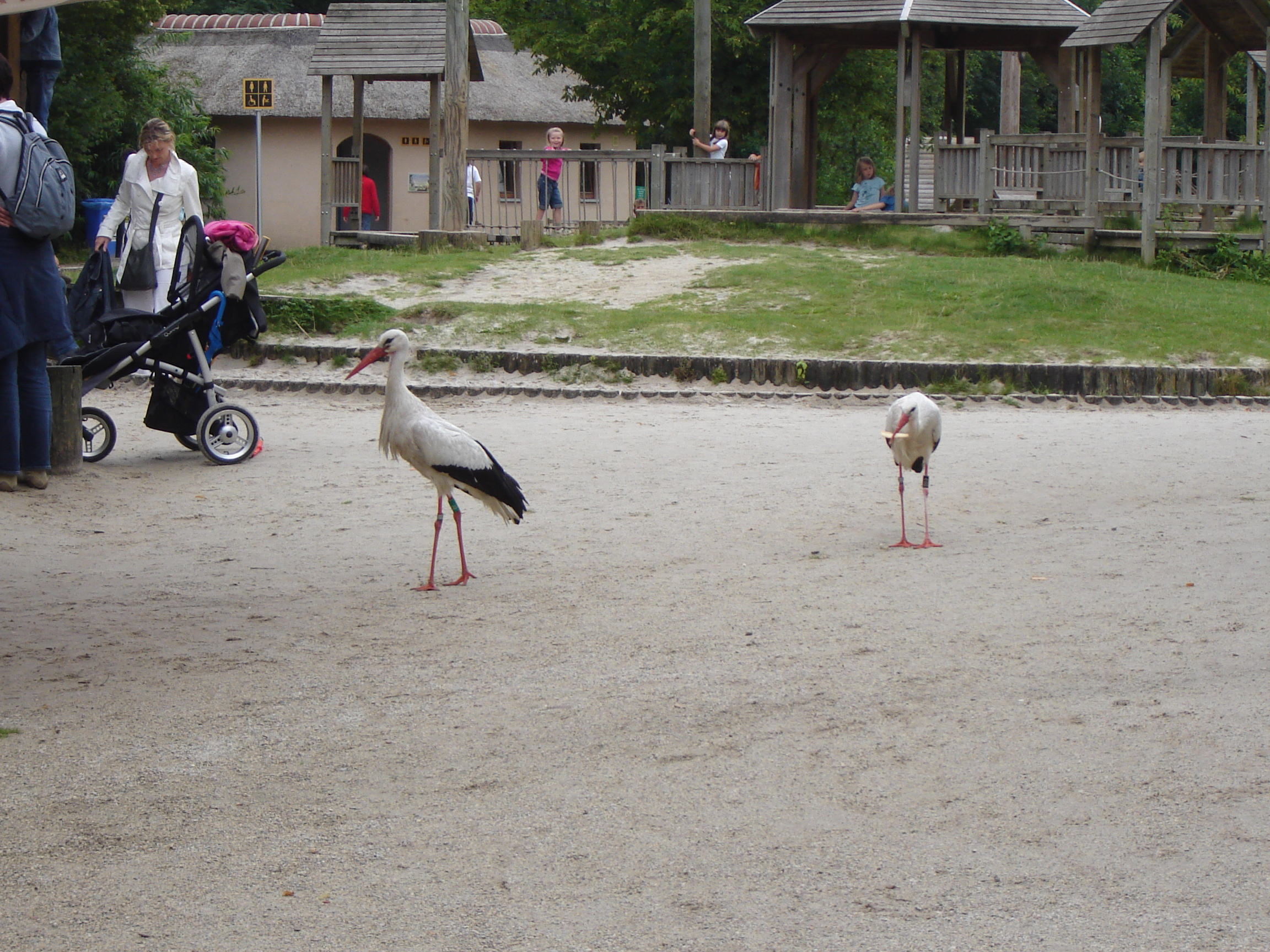
Cigognes blanches.

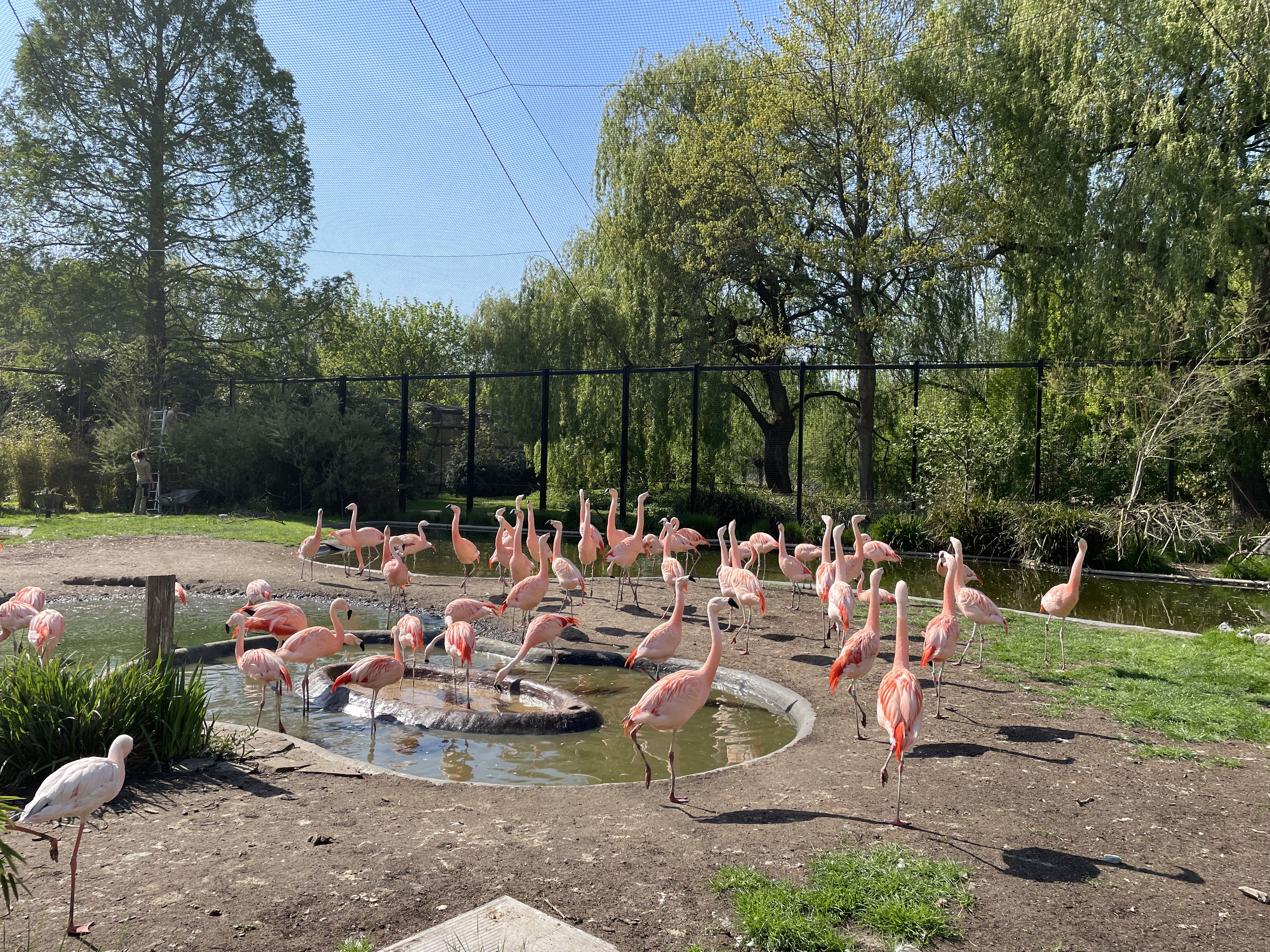
Flamants roses

Planckendael est un parc zoologique belge situé dans la section de Muizen de la ville de Malines, entre Bruxelles et Anvers. Il est la propriété de la Société Royale de Zoologie d'Anvers qui possède et gère également le Zoo d'Anvers, le Serpentarium de Blankenberge et la réserve naturelle De Zegge, à Geel.
Membre permanent de l'Association européenne des zoos et aquariums (EAZA), il s'engage dans la conservation ex situ en participant à des programmes européens pour les espèces menacées (EEP et ESB).
Il a accueilli 965 000 visiteurs en 2014.

## Historique
Le domaine fut la propriété du peintre primitif flamand Michiel Coxie, au XVIe siècle, et de sa famille. Les propriétaires suivants ont amélioré le drainage par le creusement de canaux et d'un étang, à cause de la faible altitude de domaine avait été victime d'inondations. De grands travaux publics ont amputé le domaine sur trois côtés : le creusement du canal de Malines-Louvain (1750-1753), le chemin de fer (1926) et la chaussée de Louvain (1936). Le château actuel de Planckendael a été construit sur les ordres de Hendrik Moons, en 1780. En 1813, le domaine est acquis par la famille noble de Langhendonck, qui le développe avec des écuries et des bâtiments de service (deuxième moitié du XIXe siècle).
En 1956, il est acheté par la Société Royale de Zoologie d'Anvers. Ce n'est qu'en 1780 qu'il prend pour la première fois le nom de Planckendael dans les archives. La même année un château est construit au niveau de l'entrée principale du parc, dans un sobre style rococo.
En 1960, le parc ouvre ses portes au public. Initialement, il a été utilisé par le Zoo d'Anvers comme un domaine de retraite pour les animaux, ou comme base arrière pour gérer les programmes de reproduction, et les problèmes de manque d'espace. L'intérêt public a d'abord été très modérée, tout comme les ressources qui étaient limitées, et son développement était alors assez lent.
En 1985, un plan de restructuration est élaboré de manière à en faire un zoo ouvert et spacieux avec de grands enclos pour les animaux. Ceci en fait un zoo moderne, à part entière, mais qui complète bien le Zoo d'Anvers, les collections animalières se complétant bien 
En 2014, une zone dédiée au continent américain est ouverte au public. Elle comprend notamment une grande volière pour les manchots de Humboldt, les sternes incas, les flamants du Chili et les brassemers cendrés. Des tamanoirs y sont également visibles.
En 2022, le zoo ouvre une zone dédiée à l'Océanie. Kangourous, koalas et dendrolagues peuvent y être observés par le public. 

## Espaces et faune présentée
Le zoo est divisé en plusieurs zones dédiées aux continents et à chaque continent correspond un animal ambassadeur dont l'espèce est menacée. Ainsi, il y a l'Europe, avec pour ambassadeur la cigogne blanche, l'Afrique avec le bonobo, l'Océanie avec le koala, l'Asie avec le lion d'Asie et l'Amérique avec le tamarin lion à tête dorée et le Flamant rose.

## Fréquentation
La fréquentation atteint en 2004 un total de 650 000 visiteurs.
Il a accueilli 965 000 visiteurs en 2014.

## Galerie

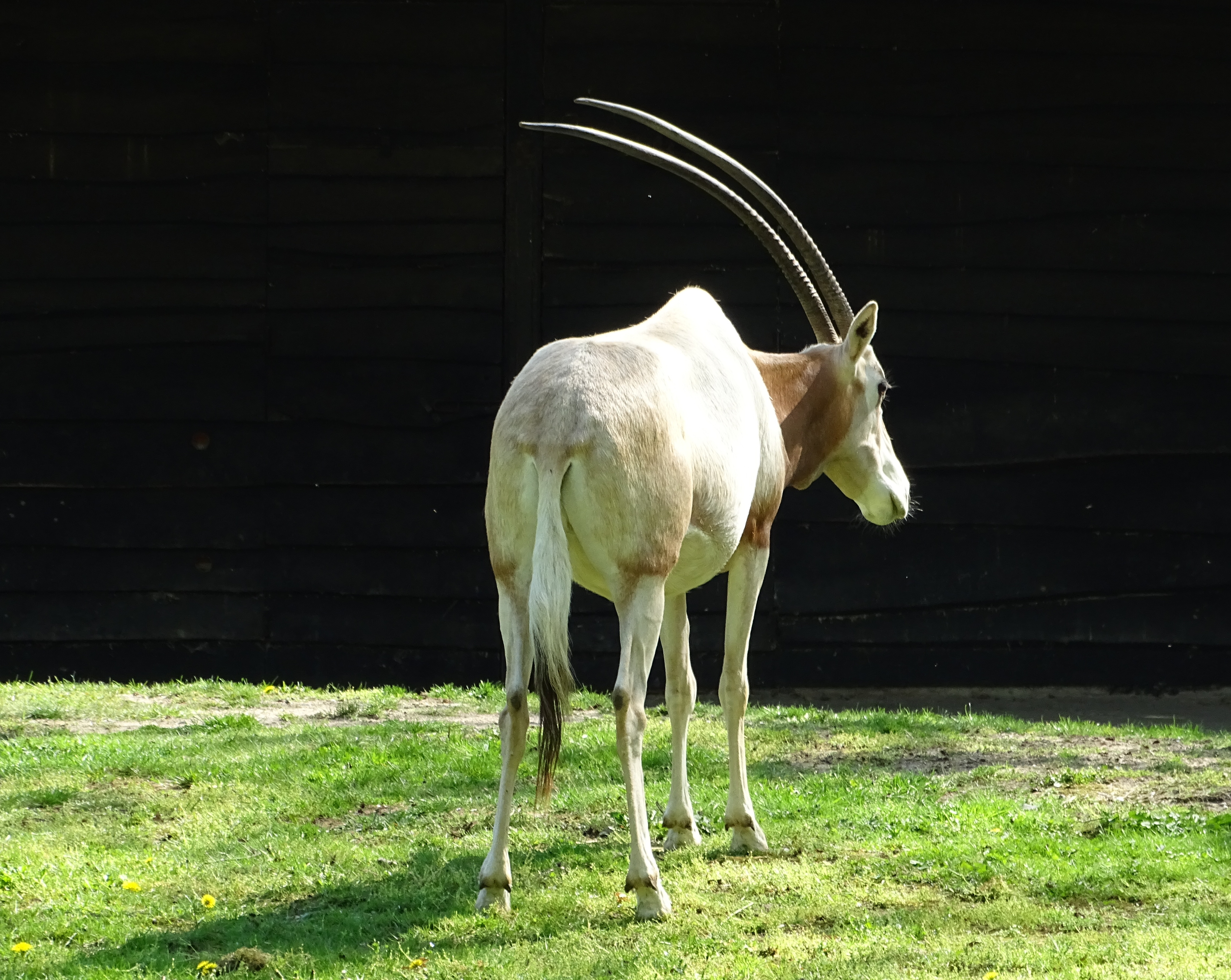
Oryx algazelle.
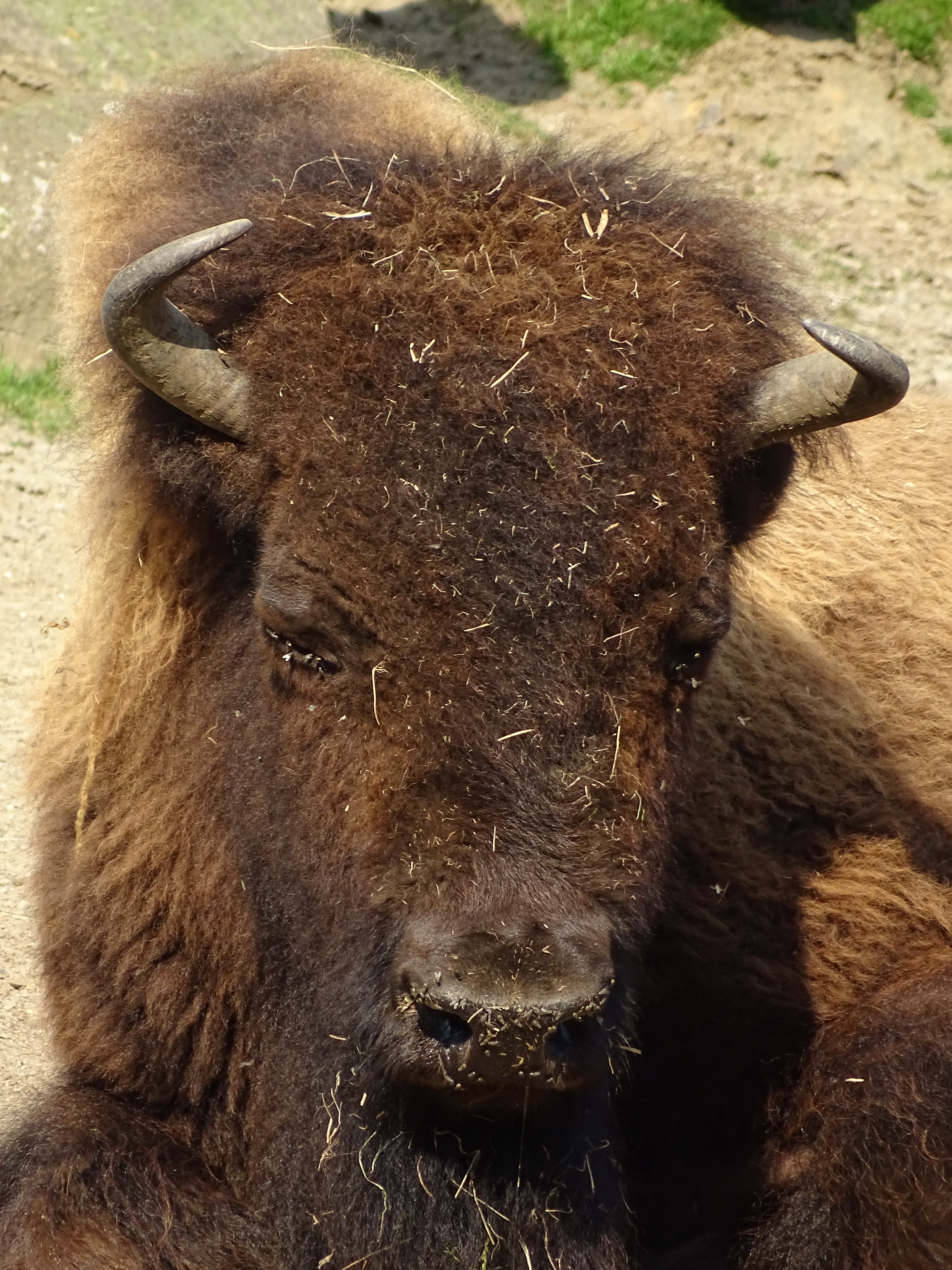
Bison d'Amérique du Nord.
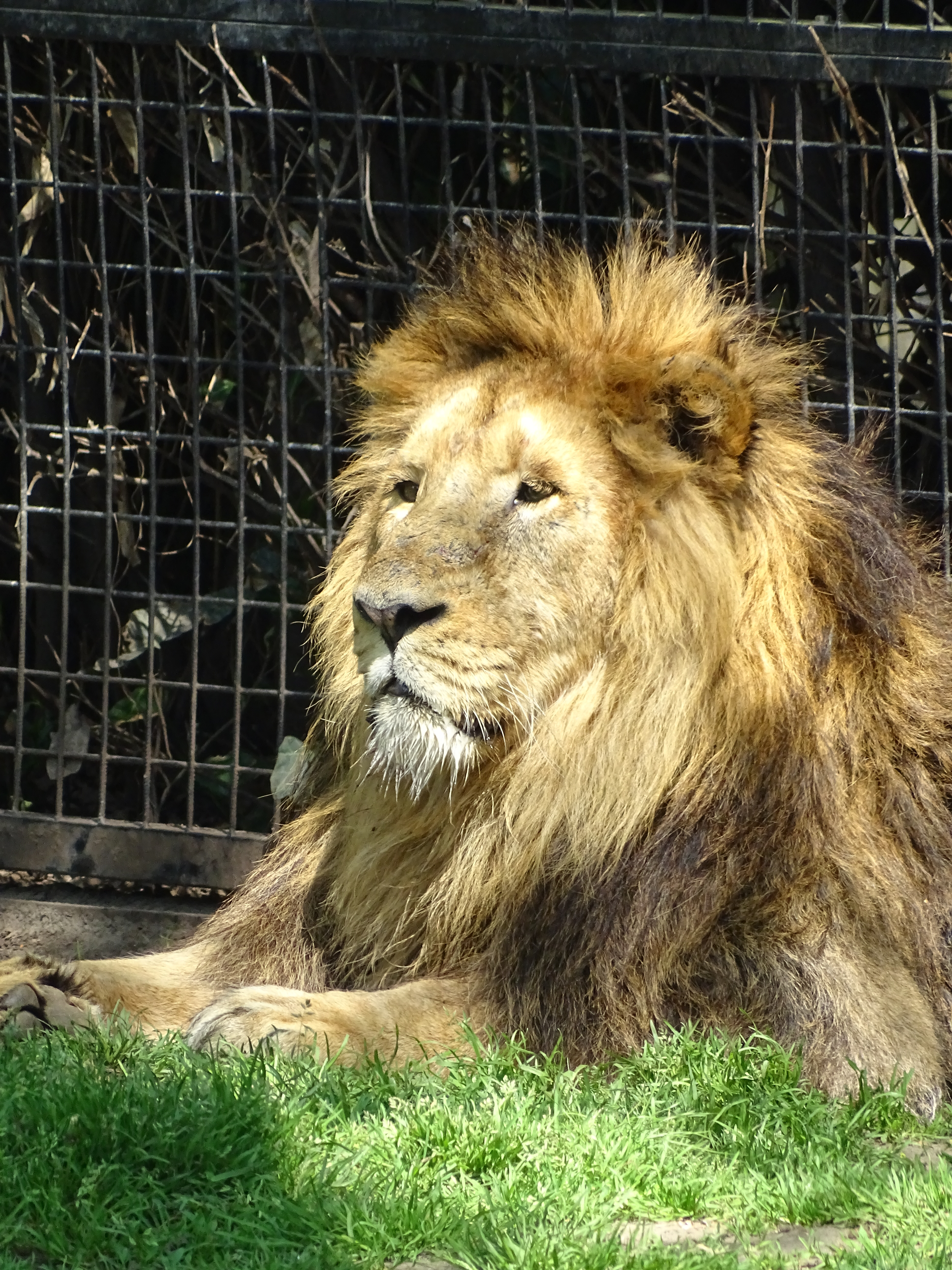
Lion asiatique.
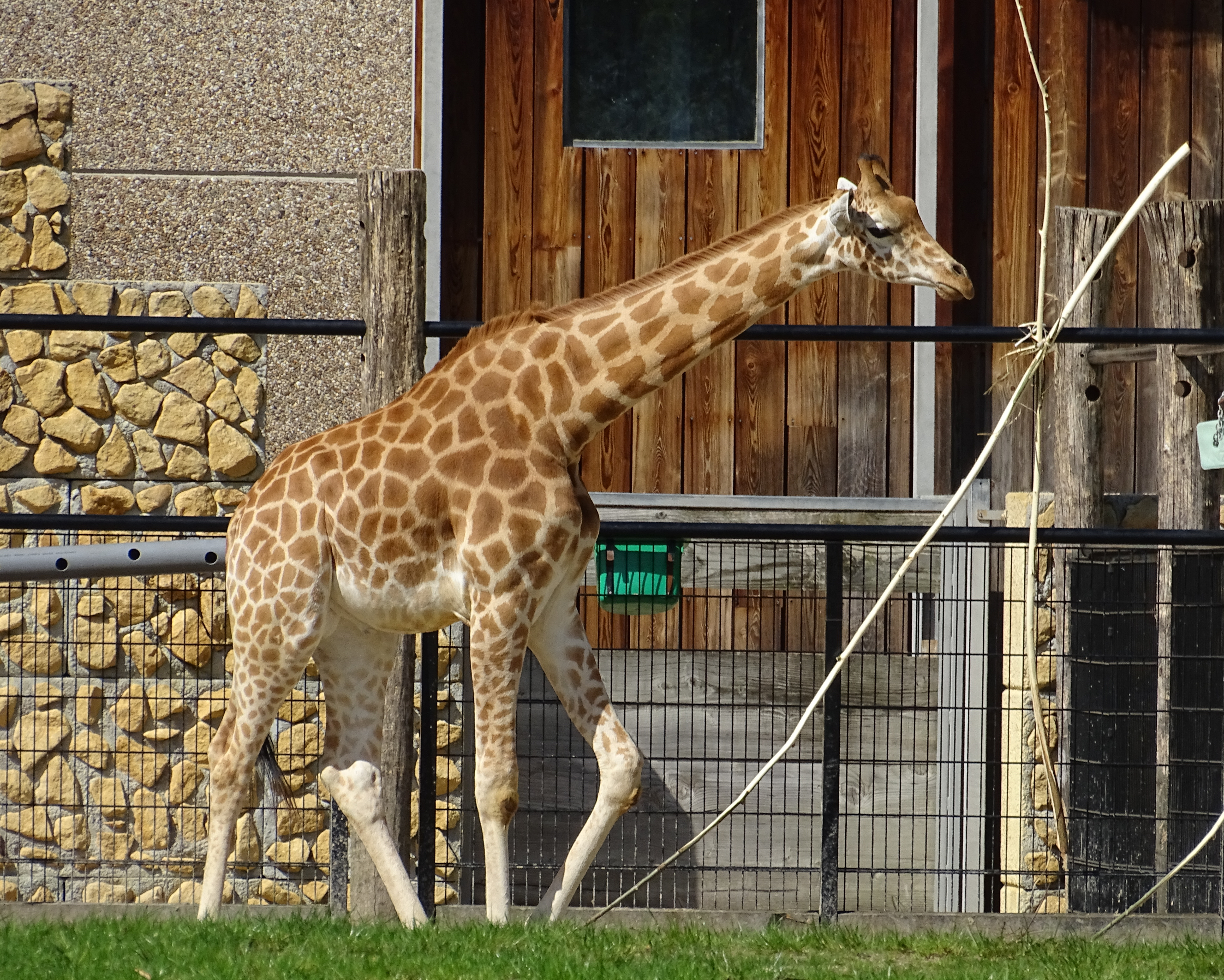
Girafe.
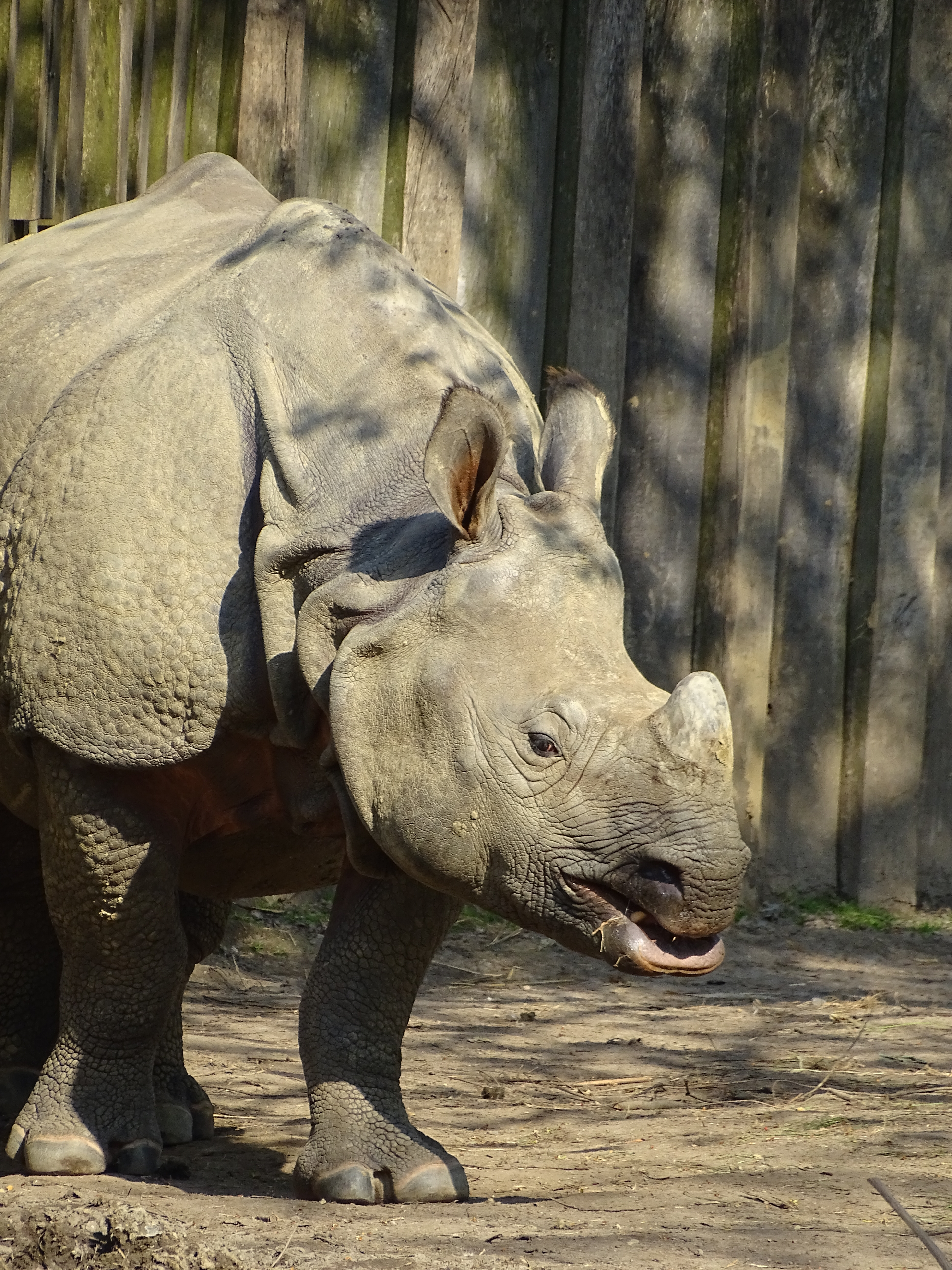
Rhinocéros indien.
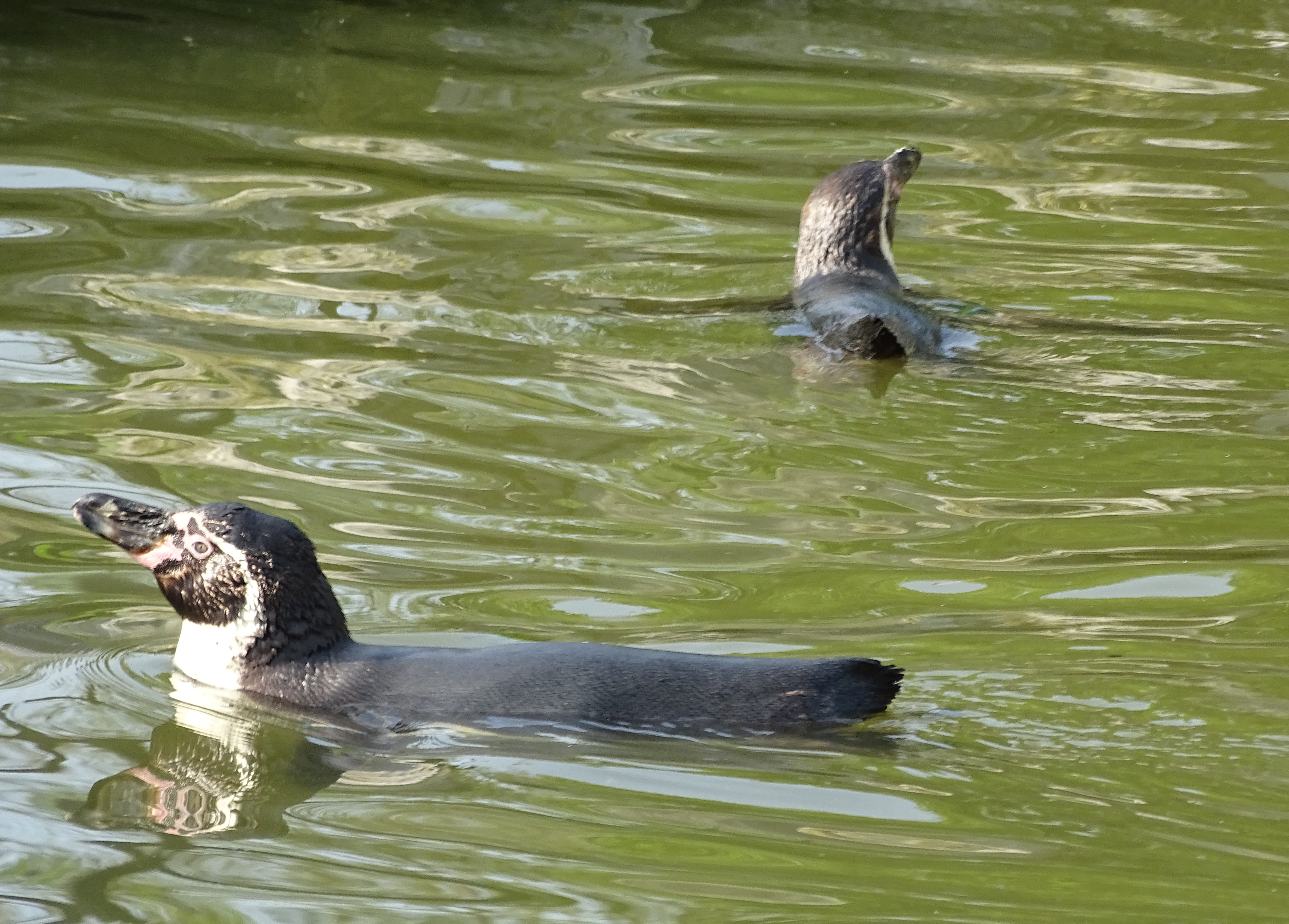
Manchot de Humboldt.
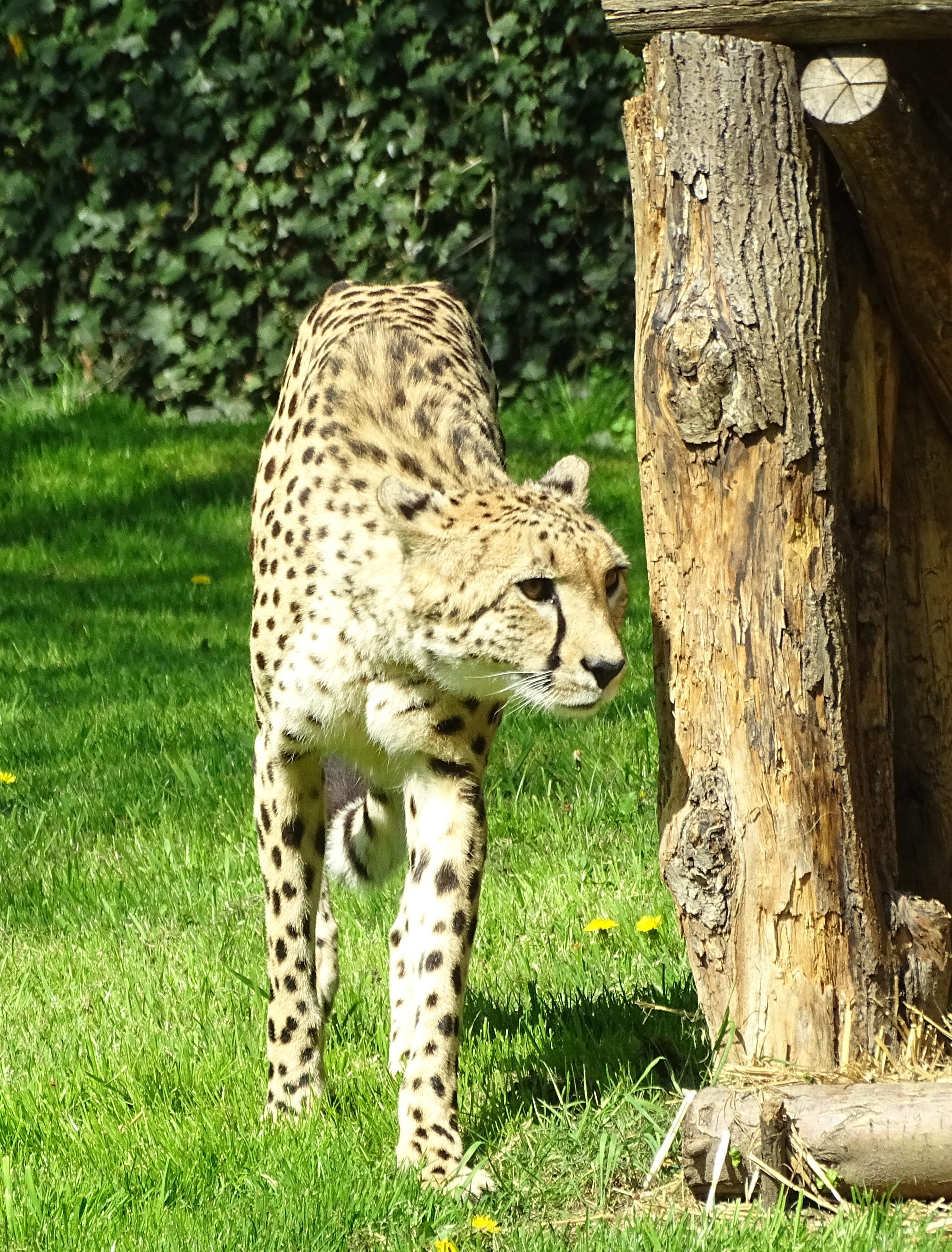
Guépard.
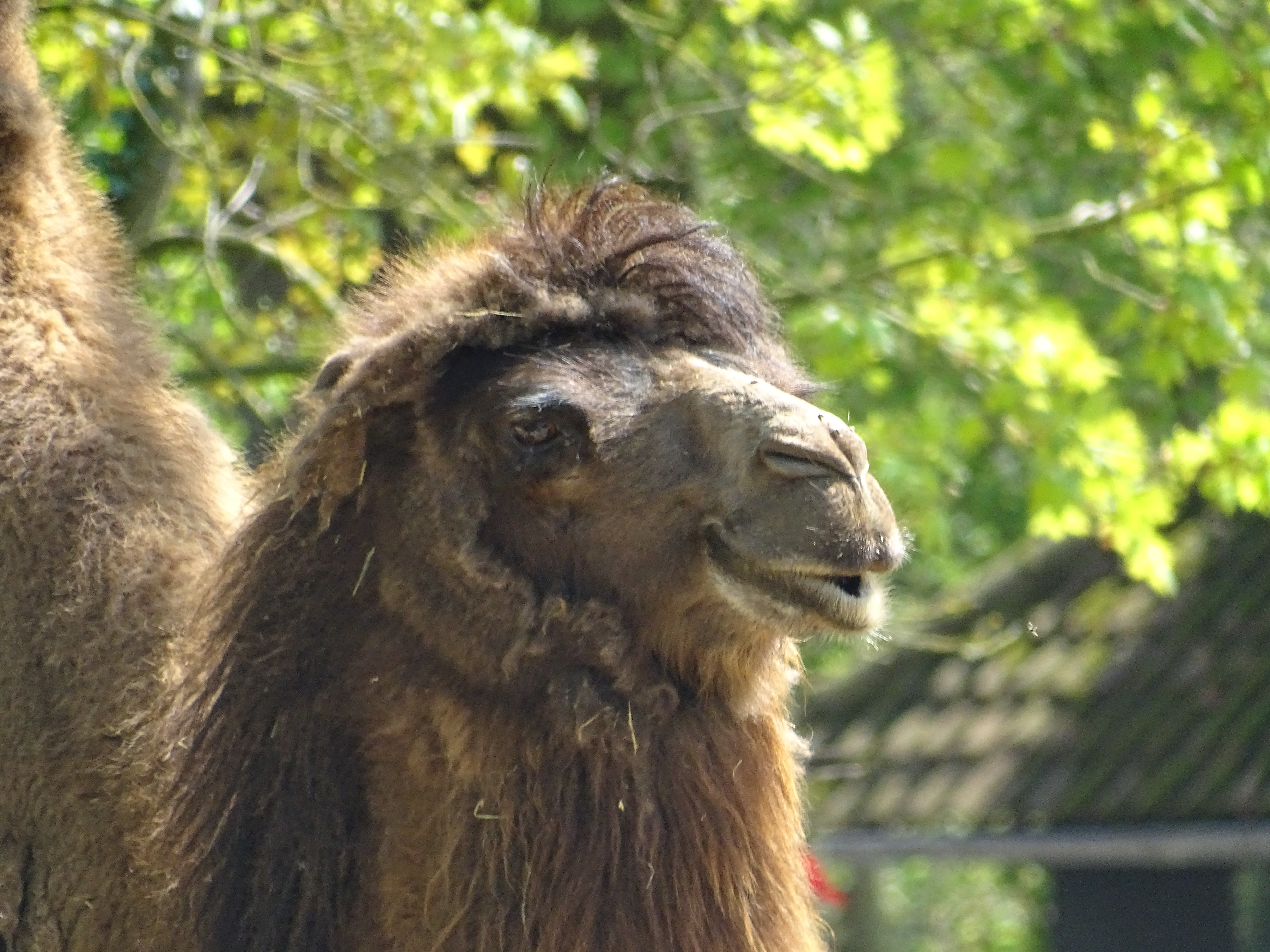
Chameau de Bactriane.
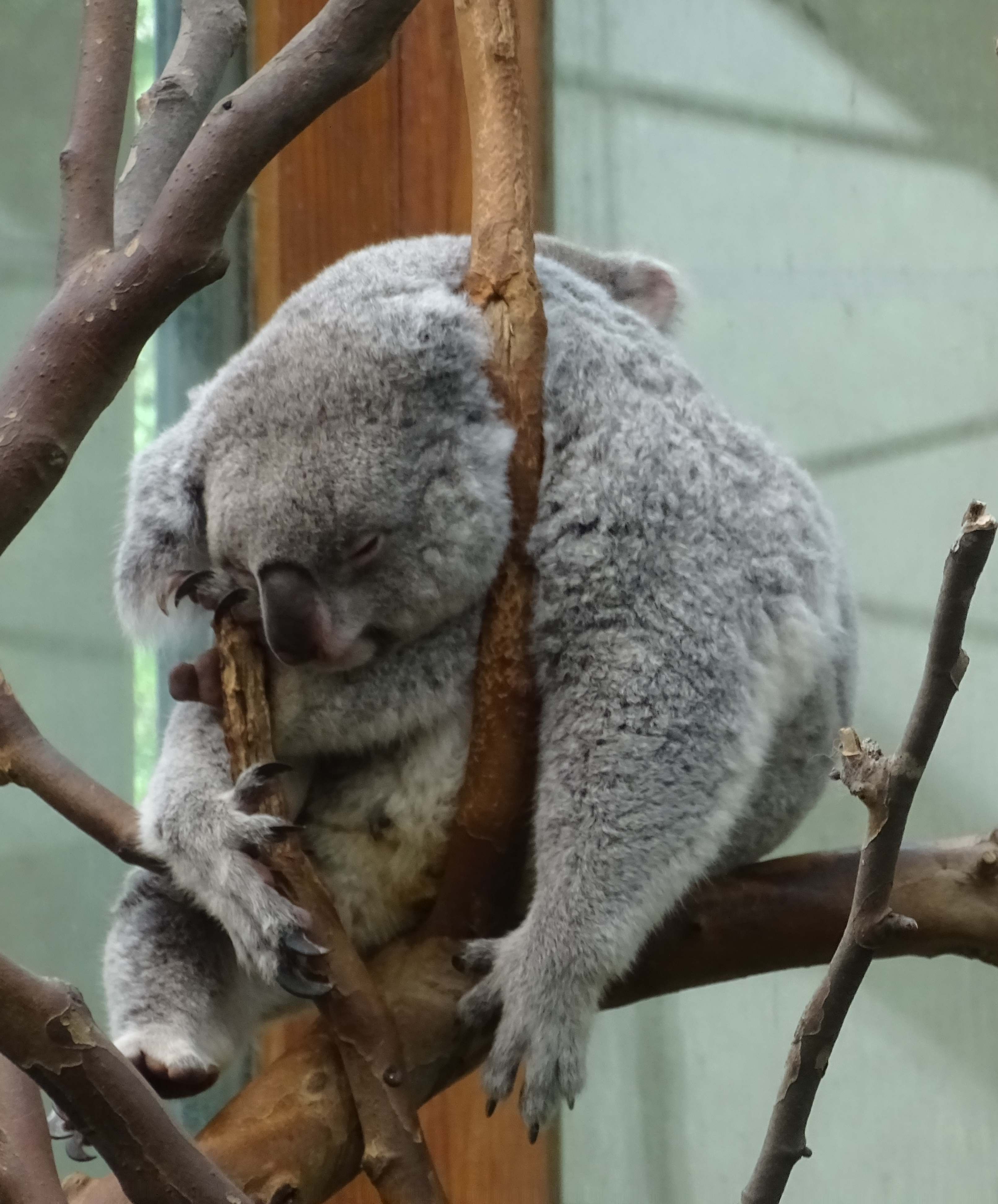
Koala.
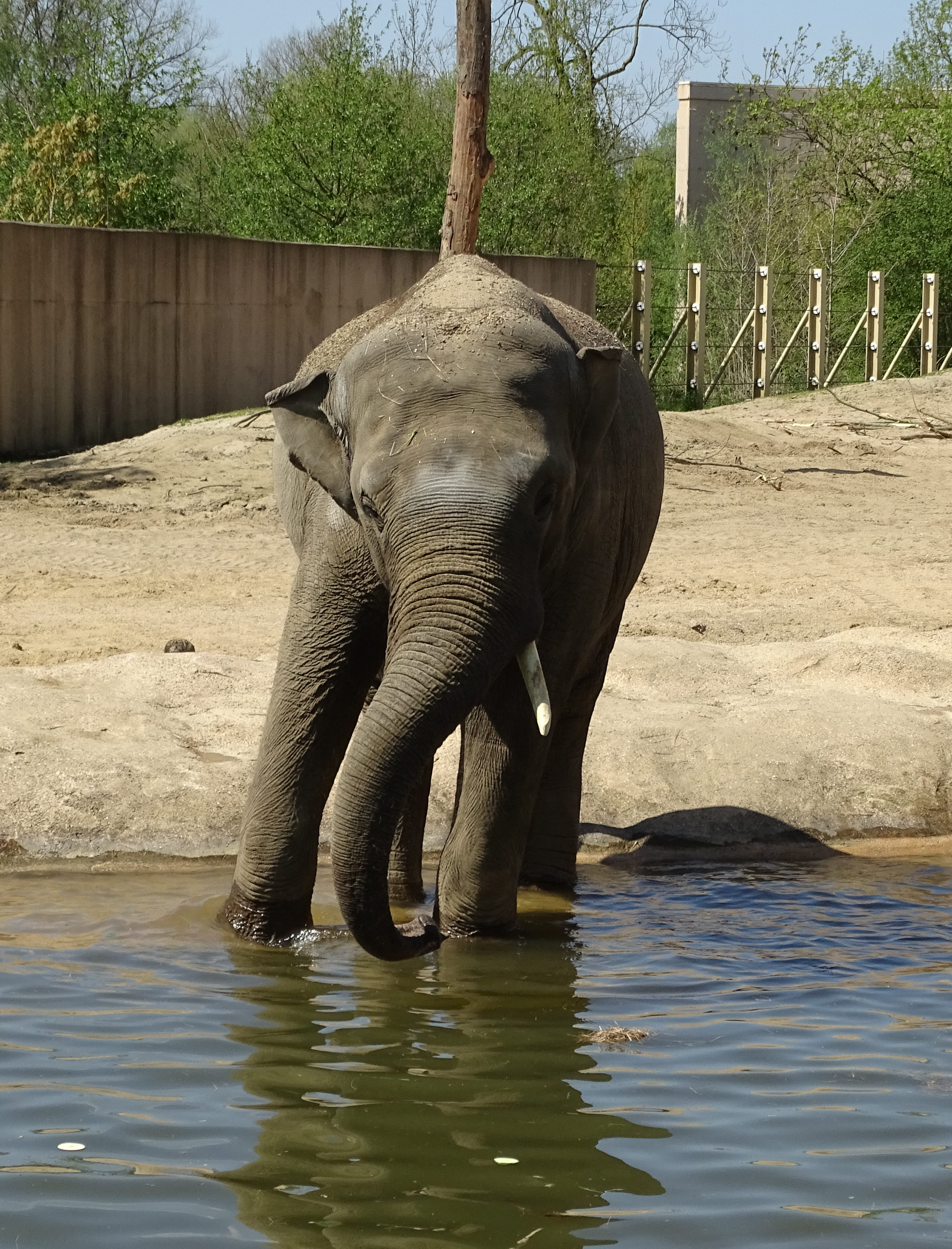
Éléphant.
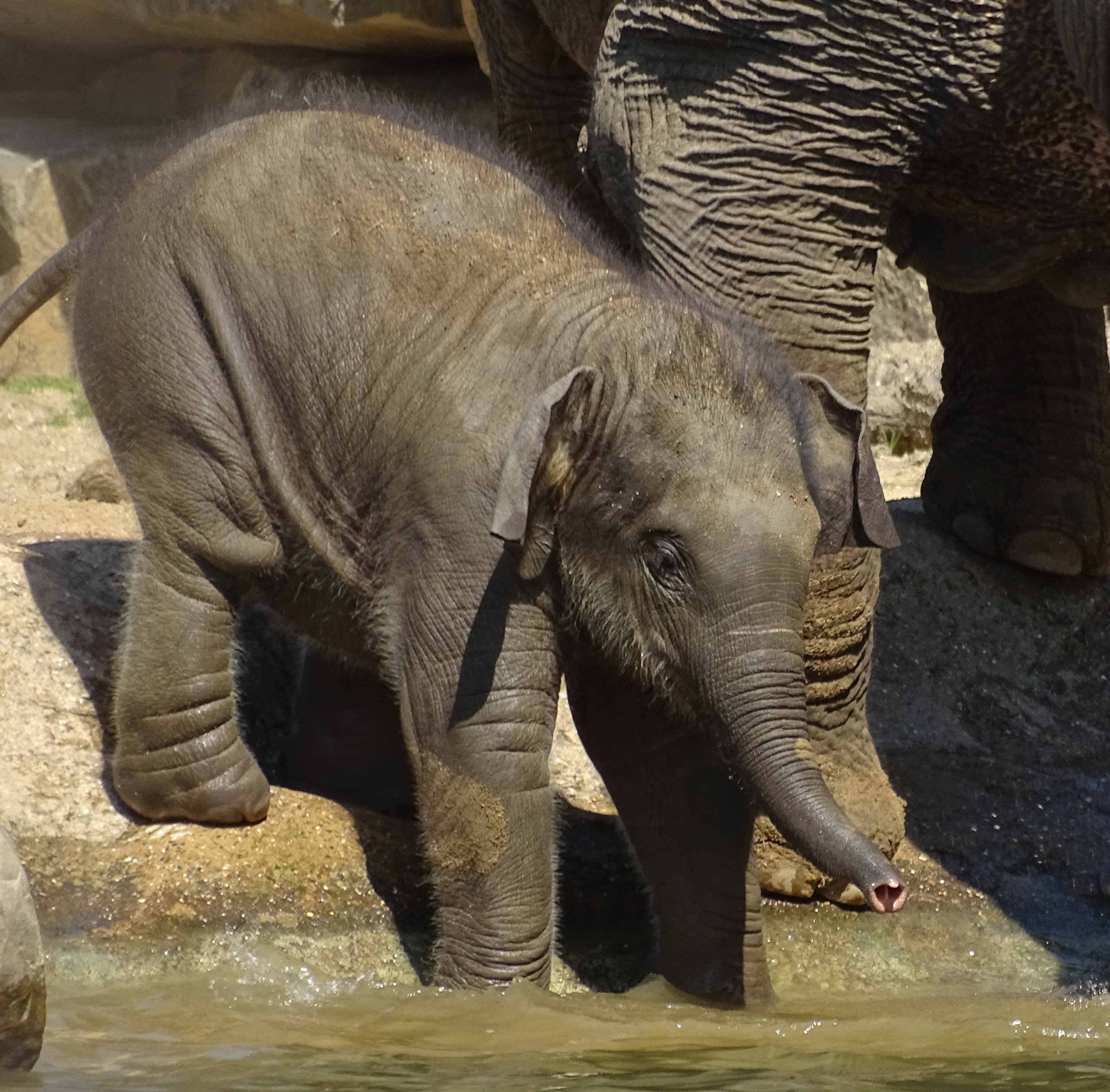
Éléphant.
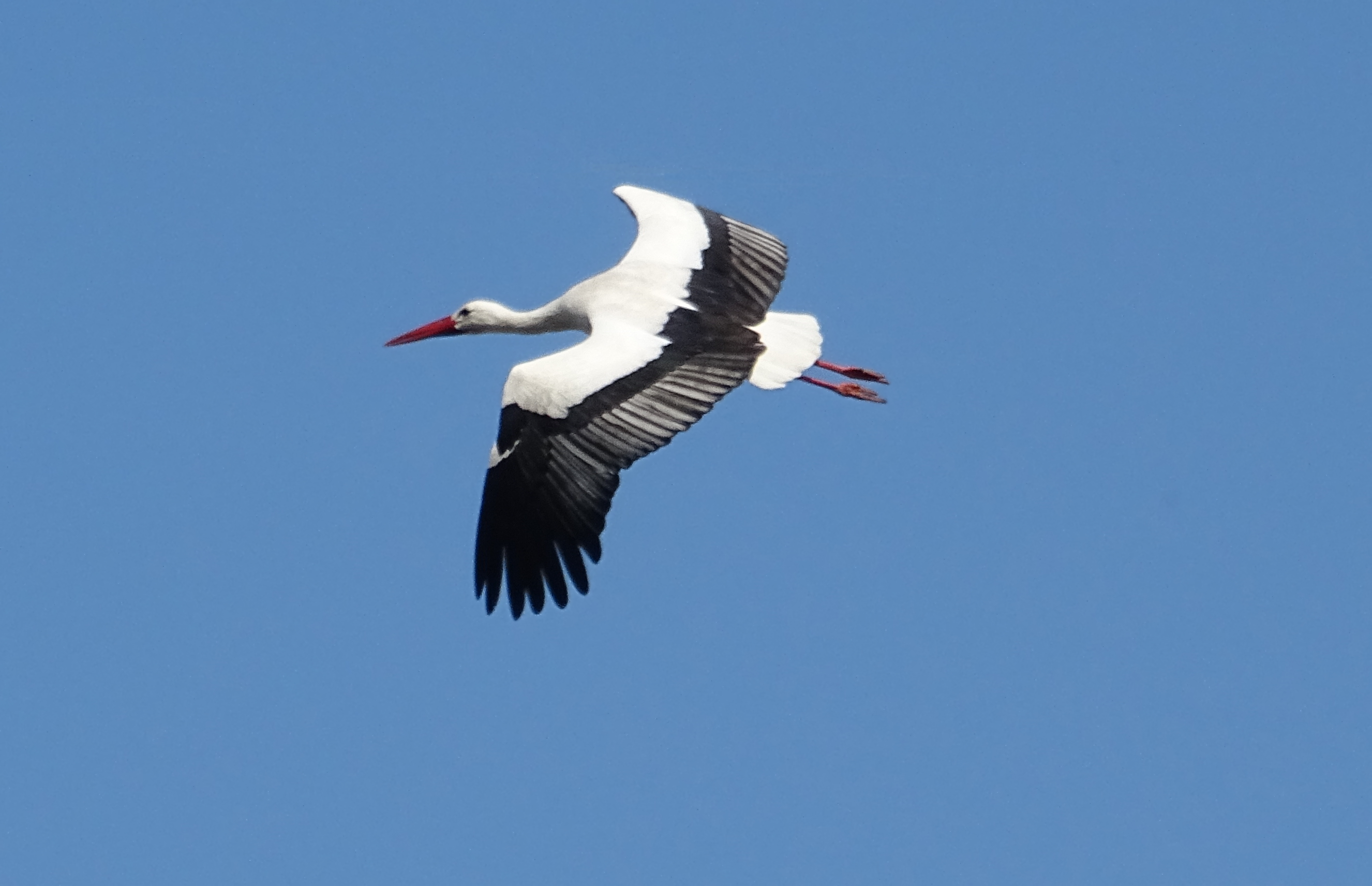
Cigogne blanche.
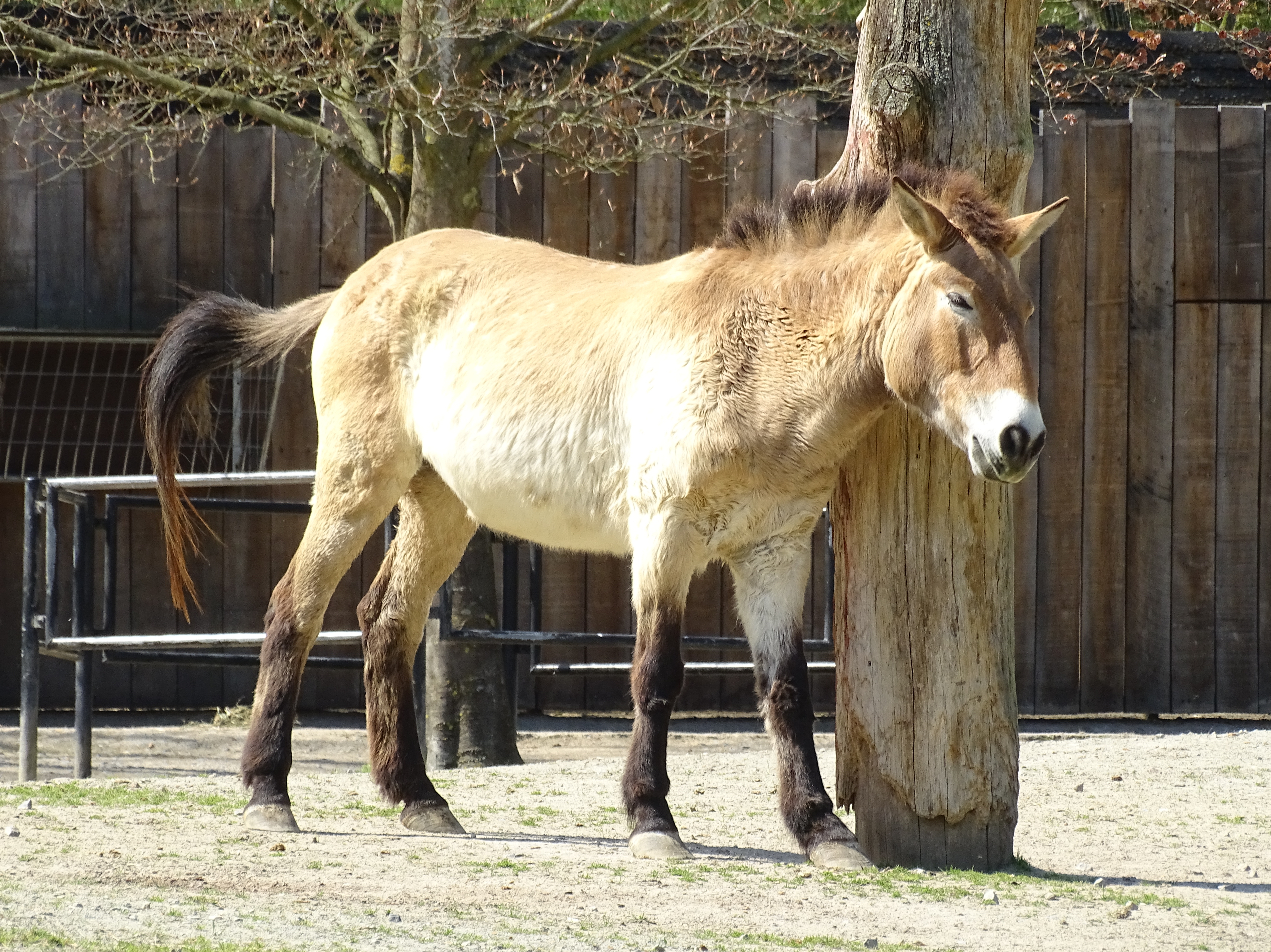
Cheval de Przewalski.